# Seon
Pour le zen coréen, voir Son (bouddhisme).
Seon est une commune suisse du canton d'Argovie, située dans le district de Lenzbourg.

Photo aérienne (1964).